# Agassac
Agassac é uma comuna francesa na região administrativa da Occitânia, no departamento do Alto Garona. Estende-se por uma área de 9.58 km², com 121 habitantes, segundo os censos de 2018, com uma densidade de 13 hab/km².